# Megapiranha paranensis
A Megapiranha paranensis a sugarasúszójú halak (Actinopterygii) osztályának pontylazacalakúak (Characiformes) rendjébe, ezen belül a pontylazacfélék (Characidae) családjába tartozó fosszilis faj.
Nemének egyetlen faja.

## Tudnivalók
A Megapiranha paranensis a felső miocén korszakban élt, azon a helyen, ahol ma Argentína van.
Az állatból, csak egy nagy méretű os incisivum került elő, ezen 7 fog ült. A morfológiai vizsgálatok és a fogak elrendezése, arra utal, hogy ennek a fosszilis halnak a legközelebbi rokonai a Pygopristis denticulata, valamint a Pygocentrus-, a Pristobrycon- és a Serrasalmus-fajok. A Megapiranha paranensis fogai háromszög alakúak és fűrészes szélűek. A Megapiranha paranensis körülbelül 71 centiméter hosszú és 10 kilogramm tömegű lehetett.